# Havana Times
Havana Times es un blog cubano independiente y revista digital. Fundada en 2008, la publicación en línea se edita en Nicaragua. La mayoría de sus colaboradores viven en La Habana, Santiago de Cuba y Guantánamo. También hay colaboradores cubanos en Venezuela, República Dominicana, Canadá, Ecuador y México y traductores en Portugal, Países Bajos, Estados Unidos y Reino Unido.

## Descripción general
El proyecto comenzó ya en 2007, y la revista fue lanzada en 2008 en Cuba, con Circles Robinson como editor. Robinson, nacido en Estados Unidos, se mudó a Cuba en 2001, donde trabajó como traductor para ESTI, la agencia oficial de traducción del país. Abandonó Cuba después de que su contrato de trabajo no fuera renovado en 2009, hecho que asocia con su papel en Havana Times . A partir de 2009, Robinson, actualmente residente en Costa Rica, realiza viajes ocasionales a Cuba para reunirse con colaboradores que denuncian haber sufrido hostigamiento y amenazas por parte de las autoridades cubanas en varias ocasiones.
Havana Times se publica online en español e inglés y no tiene versión impresa.

## Cooperación internacional
Havana Times colabora con el semanario nicaragüense Confidencial, del cual Circles Robinson es columnista.